# Ane Brun
Ane Brunvoll conhecida pelo nome artístico de Ane Brun (Molde, 10 de março de 1976) é uma cantora e compositora norueguesa atualmente residente em Estocolmo, Suécia.

Teve sua estreia no mercado fonográfico com o disco Spending Time with Morgan de 2003, lançado na Escandinávia pela sua própria gravadora, através do selo denominado Balloon Ranger Recordings AB.

## Biografia
Após o lançamento de seu segundo álbum, lançou no mesmo ano "A Temporary Dive" e um disco de duetos, denominado "Duets", contando com a partição de Teitur Lessen, Tingsek, Tobias Fröberg, Wendy McNeill, Syd Matters, Ron Sexsmith, Lars Bygdén, Liv Widell, além das bandas The Tiny e Madrugada.
Em 2010 Ane interpretou "Jogà" da cantora e compositora Björk durante o Polar Music Prize, que naquele ano entregava premiação à Björk, que estava presente e assistiu à performance.
Em 2012, ano de lançamento de seu oitavo disco "It All Starts with One", excursionou pela América do Norte com Peter Gabriel, mas teve de abandonar o projeto devido a uma crise de lúpus.
Além de seu trabalho autoral, Ane brun gravou versões de diversas músicas, tais como 'Big in Japan' da banda Alphaville e Halo de Beyoncé, a segunda com participação de Linnea Olsson, ambas publicadas no álbum Rarities de 2013.
Em 2016 performou para o Tiny Desk Concert da NPR dos Estados Unidos, onde tocou músicas de seu álbum "When I´m Free" de 2015.
Em 2020, devido à pandemia global de COVID-19 e à necessidade de distanciamento social, acabou por produzir dois discos completos, lançados em menos de um mês: "How Beauty Holds The Hand of Sorrow" e "After The Great Storm", intervalo menor do que o de costume. 

## Premiações
- Spellemannprisen, melhor voz feminina por A temporary Dive, 2005.[2]

## Discografia

### Álbuns
- Spending Time with Morgan - (2003)
- A Temporary Dive - (2005)
- Duets - (2005)
- Live in Scandinavia - (2007)
- Changing of the Seasons - (2008)
- Sketches - (2008)
- Live at Stockholm Concert Hall - (2009)
- It All Starts with One - (2011)
- Rarities (2013)
- When I´m free (2015)
- Leave Me Breathless (2017)
- Live at Berwaldhallen com a Orquestra Sinfônica da Rádio Sueca - (2018)
- How Beauty Holds The Hand of Sorrow (2020)
- After The Great Storm (2020)

### EPs
- My Lover Will Go - (2004)

### Singles
- Are They Saying Goodbye - (2003)
- Humming One of Your Songs - (2003)
- I Shot My Heart - (2004)
- Song No. 6 (2005)
- Rubber & Soul (2006) com Teitur Lassen
- Balloon Ranger - (2006)
- Headphone Silence - Henrik Schwarz/DF Remix - (2008)
- Big in Japan - (2008)
- True Colors - (2008)
- To Let Myself Go - Malkyl Remix - (2009)
- When I´m Free (2015)